# Peter Gatdet Yaka
Peter Gatdet Yaka fou un militar sudanès originari del sud, de l'ètnia bul-nuer.
Com a oficial sudanès fou enviat a Iraq per lluitar amb els iraquians a la guerra contra Iran (1980-1988). A la seva tornada, abans del 1988, va desertar i es va unir a l'Exèrcit d'Alliberament del Poble Sudanès (SPLA).
El 28 d'agost de 1991 va donar suport a Riak Machar contra John Garang. El 1997 es van constituir les South Sudan Defence Forces com a branca militar del United Democratic Salvation Front (UDSF), a les quals es van incorporar les forces de diverses milícies i grups entre els quals l'Anya-Anya II, i Gatdet fou destinat amb aquest grup, que estava dirigit per Paulino Matiep, que actuava de fet com a milícia del govern.
Aquest va disputar el control de l'estat Unity a les forces de la USDF i va formar la South Sudan Unity Movement/Army (SSUM/A) reconeguda pel govern sudanès el març de 1998; Gatdet fou el seu principal comandant sobre el terreny, lluitant contra les forces del comandant Tito Biel; el 1999 Gatdet es va revoltar contra Matiep i la seva unitat va lluitar contra el govern, coordinat amb Tito Biel i Peter Paar, sobretot a l'Alt Nil Occidental i l'estat Unity.
Al començament del 2000 va passar al SPLA i va començar a lluitar contra les unitats de la South Sudan Defence Forces fidels a Riak Machar, dirigides pel seu anterior aliat Peter Paar (juliol del 2000). El 2002 les South Sudan Defence Forces i el SPLA es van unir i va retornar amb el grup de Paulino Matiep que ara era el nominal cap de l'exèrcit unit; el 2003 va desertar i va passar al govern. En 2016 va admetre haver perdut el control del Partit Democràtic Federal i de les SSAF però tot i així es nega a dialogar amb el govern de Sudan del Sud.